# Васин, Александр Анатольевич
Александр Анатольевич Васин (5 марта 1954, Москва) — советский футболист, выступавший на позиции нападающего. Сыграл 47 матчей и забил 7 голов в высшей лиге СССР.

## Биография
Воспитанник футбольной школы московского «Динамо», первые тренеры — Владимир Васильевич Федин и Владимир Петрович Кесарев. Входил в юношескую сборную Москвы и общества «Динамо», становился победителем международного турнира «Динамиада». С 1971 года выступал за дублирующий состав бело-голубых и за четыре следующих сезона сыграл 68 матчей и забил 22 гола в первенстве дублёров. В основном составе «Динамо» дебютировал 14 ноября 1974 года в выездном матче против одесского «Черноморца», выйдя на замену на 61-й минуте вместо Юрия Курненина. Всего за «Динамо» сыграл два мачта.
В 1975 году перешёл в московский «Локомотив», также выступавший в высшей лиге. В первые полтора сезона был основным игроком клуба, а с осени 1976 года потерял место в основном составе. По окончании сезона 1977 года покинул команду. Всего за железнодорожников сыграл 45 матчей (7 голов) в чемпионате страны и 3 матча в Кубке СССР, также стал автором 13 голов в первенстве дублёров.
В 1978 году перешёл в «Факел», в его составе стал в том же сезоне победителем зонального турнира второй лиги. В 1980 году выступал за вологодское «Динамо», а в конце карьеры играл в соревнованиях коллективов физкультуры за московский «Авангард».